# Доктор Лівсі
Лікар Девід Лівсі (англ. Dr. David Livesey) — один з головних персонажів роману Роберта Луїса Стівенсона «Острів скарбів». Також є персонажем численних фільмів, знятих на основі роману.

## Опис
На самому початку роману автор згадує лікаря Лівсі в числі тих, хто був основними «замовниками» роману: «Сквайр Трелоні, лікар Лівсі й інші джентльмени попросили мене написати все, що я знаю про Острів Скарбів».
Розповідь ведеться від особи Джима Гокінса, але деякі розділи написані від імені лікаря Лівсі, при цьому стиль оповіді у всіх випадках однаковий. На цій підставі в книзі Віктора Точинова «Острів без скарбів» робиться припущення, що Лівсі був або редактором, або навіть основним автором тексту.
Лікар Лівсі — джентльмен, лікар та суддя, людина неймовірної хоробрості, готовий без вагань виконати свій професійний і людський обов'язок. Тільки Лівсі зміг привчити до порядку колишнього пірата Біллі Бонса. Холостяк. Лікар носить перуку, і часто клянеться нею ж. Курить трубку.
Колись служив у військах герцога Камберлендського і був поранений у Битві під Фонтенуа (1745).

## Локалізація персонажа українською
В українськомовних перекладах англійськомовна професія doctor перекладається як лікар. Відповідно у сучасних українськомовних перекладах персонаж Dr. Livesey перекладається саме як лікар Лівсі, зокрема саме так було зроблено у перекладі Дмитра Щербини (Nebo BookLab Publishing, 2019) та у сучасних редакціях перекладу Юрія Корецького (Bookchef, 2022). Слід зазначити що старіші переклади видані до відновлення незалежності України з незрозумілих причин використовували неадаптовану версію доктор Лівсі.

## Виконавці ролі
- Острів скарбів (фільм, 1934) — Отто Крюгер
- Острів скарбів (фільм, 1937) — Михайло Царьов
- Острів скарбів (фільм, 1950) — Деніс О'Деа
- Острів скарбів (фільм, 1971) — Лаймонас Норейка
- Острів скарбів (фільм, 1972) — Анхель дель Посо
- Острів скарбів (фільм, 1982) — Віктор Костецький
- Острів скарбів (мультфільм, 1988) — Євген Паперний (актор озвучення)
- Острів скарбів (фільм, 1990) — Джуліан Гловер
- Острів скарбів (фільм, 2006) — Джефф Дантон
- Острів скарбів (фільм, 2007) — Жан-Поль Рув
- Острів скарбів (фільм, 2012) — Деніел Мейс

## В інших творах
- Лікар Лівсі також є прототипом лікаря Далберта Доплера у анімаційному фільмі «Планета скарбів» (2002) і лікаря Бансена Ганедью (озвучує Дейв Ґоелз) у фільмі «Острів скарбів маппетів» (1996).
- Лікар Лівсі є одним з персонажів франко-бельгійської графічної новели «Long John Silver».

## Інтернет-меми
Лікар Лівсі з мультфільму «Острів скарбів» 1988 року, який під час своєї ходи не переставав посміхатися та заразливо сміятися, став популярним  інтернет-мем у серпні 2022 року й підкорив серця користувачів інтернету; музична композиція Ghostface Playa «Why Not» у жанрі фонк часто супроводжує відповідний мем.